# Propriedades de raízes de polinômios
Na matemática, cotas para raízes de polinômios são estimativas para a grandeza do módulos das raízes de  uma função polinomial, isto é, uma  função do tipo:
{\displaystyle P(x)=a_{0}+a_{1}x+\cdots +a_{n}x^{n},\quad x\in \mathbb {C} }
onde os coeficientes {\displaystyle a_{0},\ldots ,a_{n}} são números complexos e {\displaystyle a_{n}\neq 0}. Tais cotas localizam as raízes da função polinomial em uma região limitada do plano complexo, normalmente um círculo.

## Teorema Fundamental da álgebra
O teorema fundamental da álgebra diz que "um polinômio de grau n tem n raízes se forem considerados as raízes reais e imaginárias com seu grau de multiplicidade."
A partir desse teorema podemos escrever um polinômio de grau {\displaystyle n} com raízes {\displaystyle \alpha _{1},\alpha _{2},...,\alpha _{r}} de uma maneira diferente:
{\displaystyle p_{n}(x)=a_{n}(x-\alpha _{1})^{m1}(x-\alpha _{2})^{m2}...(x-\alpha _{r})^{mr}}
Onde:
{\displaystyle m1+m2+...+mr=n}
e o {\displaystyle a_{n}} é o coeficiente de {\displaystyle x^{n}} e {\displaystyle mk} é o grau de multiplicidade da raiz {\displaystyle \alpha _{k}.}

## Cota de Laguerre-Thibault
O teorema de Laguerre diz que dado um polinômio {\displaystyle P(x)} com coeficientes reais e dado um
número, obtemos {\displaystyle P(x)=(x-a)q(x)+R}. Se os coeficientes de {\displaystyle q(x)} e {\displaystyle R} forem todos positivos ou nulos, então teremos que todas as raízes reais positivas {\displaystyle xj} verificam {\displaystyle xj<a}.
Dado {\displaystyle P(x)=0} com coecientes reais, fazendo a deflação de {\displaystyle P(x)} por {\displaystyle x-1}, {\displaystyle x-2},
{\displaystyle x-3}..., até {\displaystyle x-m}, onde {\displaystyle q(x)} tenha todos os seus coeficientes positivos ou nulos,
assim como {\displaystyle R(x)>0} tal {\displaystyle m} é conhecido como cota superior das raízes reais de
{\displaystyle P(x)=0}. Para determinar a cota inferior deve se fazer o mesmo procedimento
para {\displaystyle P(-x)} e assim tem-se a cota inferior.
Por exemplo:
Dado o polinômio {\displaystyle P(x)=x^{5}-3x^{4}+2x^{3}-5x^{2}+20x-10}.
Consideramos a tarefa de localizar as raízes de {\displaystyle P(x)=0}.
|   | 1 | -3 | 2  | -5 | 20 | -10 |
| 1 |   | 1  | -2 | 0  | -5 | 15  |
|   | 1 | -2 | 0  | -5 | 15 | 5   |

|   | 1 | -3 | 2  | -5 | 20  | -10 |
| 2 |   | 2  | -2 | 0  | -10 | 20  |
|   | 1 | -1 | 0  | -5 | 10  | 10  |

|   | 1 | -3 | 2 | -5 | 20 | -10 |
| 3 |   | 3  | 0 | 6  | 3  | 69  |
|   | 1 | 0  | 2 | 1  | 23 | 59  |

Portando temos que todas as raízes positivas de {\displaystyle P(x)=0} são menores que {\displaystyle 3}. Conclui-se que {\displaystyle 3} é cota superior de {\displaystyle P(x)}.
Para localizar as raízes negativas faz-se o mesmo procedimento,
porém, agora o procedimento é aplicado ao polinômio obtido ao multiplicar-se
{\displaystyle P(-x)=-x^{5}-3x^{4}-2x^{3}-5x^{2}-20x-10} por {\displaystyle -1}.
|   | 1 | 3 | 2 | 5  | 20 | 10 |
| 1 |   | 1 | 4 | 6  | 11 | 31 |
|   | 1 | 4 | 6 | 11 | 31 | 41 |

Portanto temos que todas as raízes negativas de {\displaystyle P(x)=0} são maiores que {\displaystyle -1}. Conclui-se que {\displaystyle -1} é Cota inferior de {\displaystyle P(x)}.
Temos então que as raízes de {\displaystyle P(x)} pertencem ao intervalo {\displaystyle [-1,3]}.

## Cota de Kojima
Tendo a sequencia de valores {\displaystyle q_{1}=|a_{n-1}|/|a_{n}|,q_{2}=(|a_{n-2}|/|a_{n}|)^{1/2},\ldots ,q_{n}=(|a_{0}|/|a_{n}|)^{1/n}} com {\displaystyle a_{0}\neq 0,a_{n}\neq 0.}
Assim todas as raízes de {\displaystyle P_{n}(x)} encontram-se no círculo do plano complexo onde o raio é a soma dos dois maiores valores da sequencia.
Por exemplo:
Dado o polinômio {\displaystyle P(x)=7x^{5}+3x^{4}-4x^{3}+2x^{2}+x-2}
Verificamos que a série de fatores é:
{\displaystyle {[(3/7)^{1/1},(4/7)^{1/2},(2/7)^{1/3},(1/7)^{1/4},(2/7)^{1/5}}]}.
Concluimos que a cota de Kojima é:
{\displaystyle (4/7)^{1/2}+(2/7)^{1/5}=1.534}

## Cota de Cauchy
Dado um polinômio {\displaystyle P(x)}, tem-se que toda raiz real ou complexa da equação {\displaystyle P(x)=0} obedece a relação:
{\displaystyle \alpha <\beta }. 
Onde temos que: 
{\displaystyle \beta =\lim _{i\to +\infty }x_{i}.}
Tendo o processo interativo com {\displaystyle x_{0}>=0}
{\displaystyle x_{i+1}=\left[{\frac {|a_{n-1}|}{|a_{n}|}}x^{n-1}+\ldots +{\frac {|a_{1}|}{|a_{n}|}}x+{\frac {|a_{0}|}{|a_{n}|}}\right]^{\frac {1}{n}}a_{0}\neq 0,a_{n}\neq 0.}
Por exemplo:
Dado o polinômio {\displaystyle P(x)=-5x^{4}+100x^{3}-75x^{2}+25x+125} determine a cota de Cauchy.
Temos então:
{\displaystyle x_{i+1}=(20x^{3}+15x^{2}+5x+25)^{0.25}}
Com {\displaystyle x_{0}=0}, o processo interativo converge a {\displaystyle 20.738}.